# Dakterras

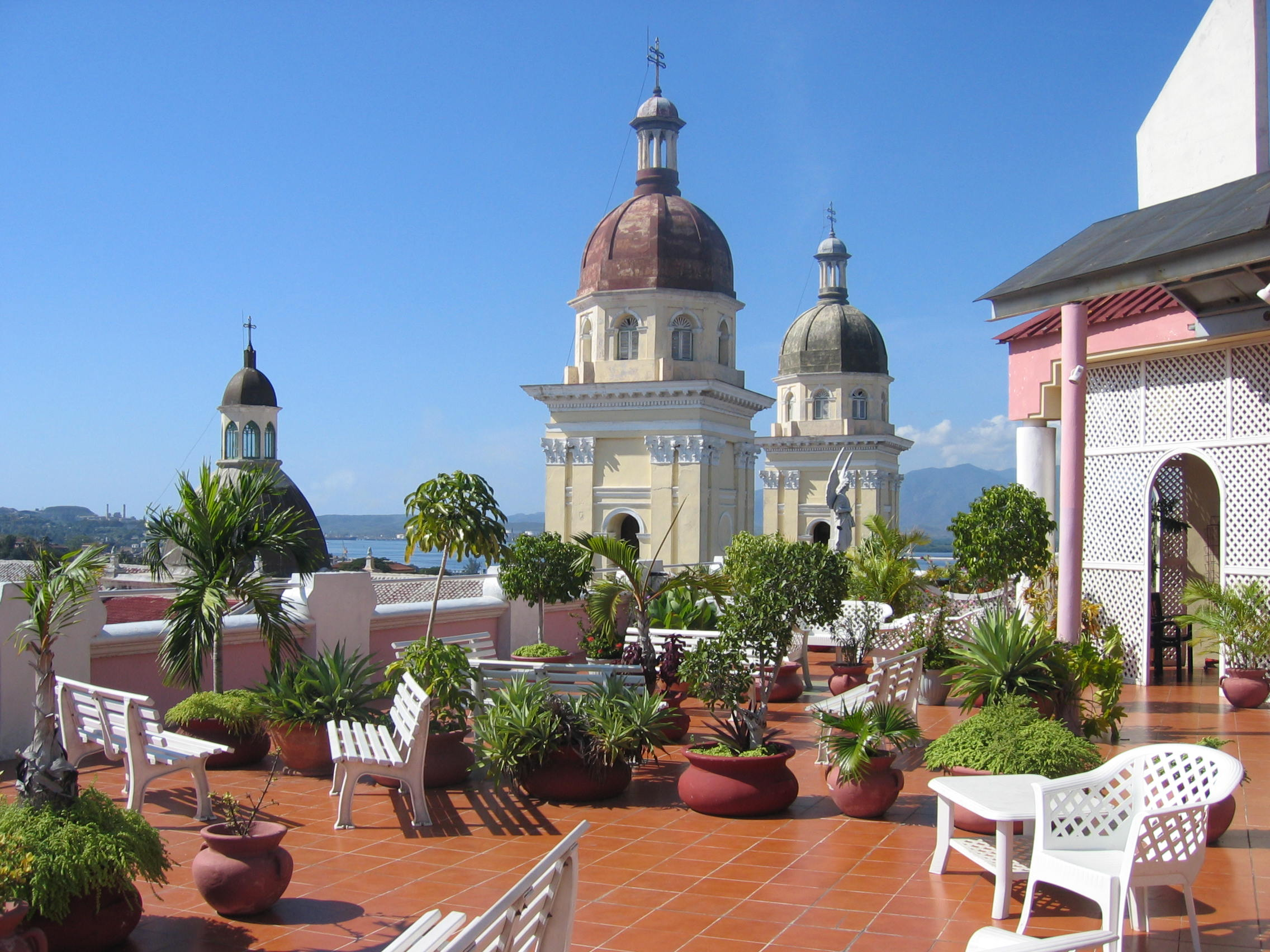
Het dakterras van het Casa Grande hotel in Santiago de Cuba

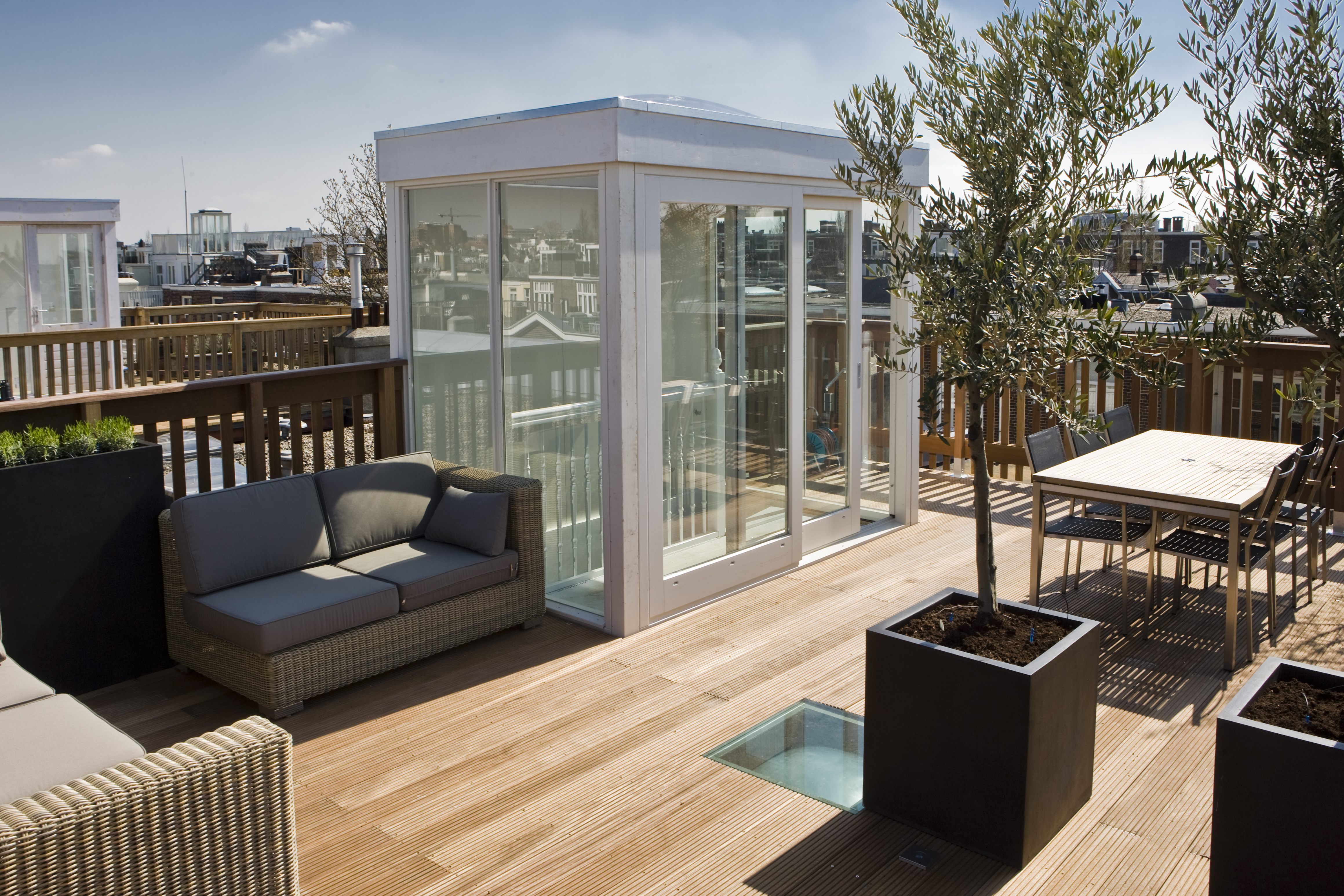
Een dakterras op een plat dak in Amsterdam

Een dakterras is een terras op een plat dak. Een dakterras wordt nog al eens toegepast wanneer er geen ruimte is voor een tuin, bijvoorbeeld in een binnenstad, zodat er hierdoor toch bij mooi weer buiten kan worden gezeten. De dakbedekking moet in de regel worden beschermd en voorzien worden van bijvoorbeeld vlonders om op te lopen. De draagconstructie dient voldoende sterk te zijn, om wat aan extra gewicht wordt toegevoegd, te kunnen dragen.
Een dakterras kan worden ingericht met planten of meubels. Voor het aanleggen van een dakterras dient in Nederland een bouwvergunning te worden aangevraagd.
Een dakterras kan met verschillende soorten 'toplagen' worden afgewerkt zoals stoeptegels, drainagetegels, rubbertegels of houten vlonders.